# Krętarz (anatomia kręgowców)

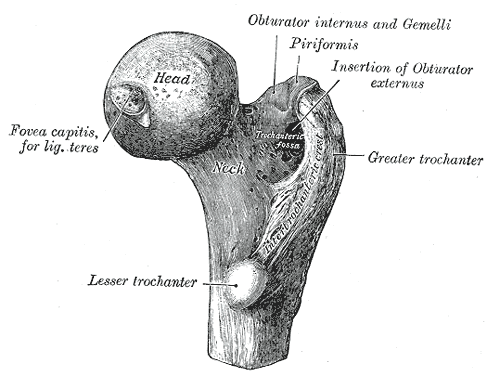
Krętarz większy (ang. greater) i mniejszy (lesser trochanter) człowieka

Krętarz (łac. trochanter) – termin z anatomii zwierząt stosowany w następujących znaczeniach:
- W teriologii i medycynie: 
  - krętarz większy (łac. trochanter major) – masywna, chropowata wyniosłość kostna w sąsiedztwie głowy kości udowej wywołana przyczepem mięśni pośladkowych[1],
  - krętarz mniejszy łac. rochanter minor) – ślad przyczepu mięśnia biodrowo-lędźwiowego położony poniżej głowy kości udowej[1],
  - krętarz trzeci (łac. trochanter tertius) – miejsce przyczepu mięśnia pośladkowego powierzchownego położone w sąsiedztwie krętarza większego[2],

- Czwarty krętarz jest wypukłością na kości udowej charakterystyczną dla archozaurów.